# Bernardica Juretić
Bernardica Juretić (ur. 18 sierpnia 1963 w Srijane) – chorwacka działaczka społeczna i psycholog, w 2016 minister opieki socjalnej i młodzieży.

## Życiorys
W 1982 ukończyła pielęgniarską szkołę średnią w Dubrowniku, a w 1988 studia z zakresu psychologii na Papieskim Uniwersytecie Salezjańskim w Rzymie. W wieku 21 lat została zakonnicą, dołączając do jednego z włoskich zakonów rzymskokatolickich. Wystąpiła z niego w wieku 27 lat, pracując w międzyczasie jako pielęgniarka.
Zaangażowana w działalność na rzecz przeciwdziałaniu uzależnieniom i pomocy osobom uzależnionym, stała się jedną z najbardziej rozpoznawalnych osób w Chorwacji zajmujących się tymi kwestiami. W 1990 założyła instytucję Zajednica Susret, pierwszą organizację pozarządową w Jugosławii specjalizującą się w zapobieganiu i zwalczaniu narkomanii. Pomiędzy 1992 a 1996 doprowadziła do utworzenia trzech ośrodków terapeutycznych i trzech poradni, w różnych okresach kierowała poszczególnymi placówkami. Powoływana w skład rządowych organów doradczych do spraw uzależnień, w latach 2003–2008 była dyrektorem rządowego biura zajmującego się przeciwdziałaniem uzależnieniom. Później do 2011 pełniła funkcję zastępcy dyrektora instytutu badawczego Institut IGH.
W styczniu 2016 z rekomendacji HDZ objęła urząd ministra opieki socjalnej i młodzieży w rządzie Tihomira Oreškovicia. W marcu tegoż roku wstąpiła do Chorwackiej Wspólnoty Demokratycznej. Stanowisko ministra zajmowała do końca funkcjonowania gabinetu, tj. do października 2016.